# Menino Agachado
Menino Agachado é uma escultura do pintor e escultor renascentista italiano Michelangelo, preservada hoje no Museu Hermitage, em São Petersburgo. É a única obra de Michelangelo no Hermitage. Esculpida entre 1530 e 1533, foi originalmente destinada ao túmulo da família Medici em Florença. De acordo com o uso da figura humana por Michelangelo nos seus memoriais, estudiosos especularam que o menino agachado poderia ter servido como uma alegoria de luto ou juventude eterna. É uma estátua de mármore conhecida como, uma obra rara de Michelangelo fora da Itália e a única na Rússia. Entrou para a coleção imperial em 1784, vinda da Inglaterra, como parte da Coleção Lyde Brown. A estátua está inacabada, como a maioria das obras do mestre. No entanto, a imagem que ele criou é extremamente expressiva. O jovem retratado, agachado, está cheio de força e fisicamente forte, mas o seu espírito está abatido. Somente um grande escultor poderia ter criado uma obra tão profunda.